# Tommy
 For alternative betydninger, se Tommy (flertydig). (Se også artikler, som begynder med Tommy)
Tommy er et drengenavn, der er opstået som en kortform af Thomas. Det stammer fra det engelske sprogområde, hvorfra det har bredt sig til andre sprogområder, heriblandt dansk. Navnet findes også i varianter som Thommy, Tommi og Tommie. Lidt over 10.000 danskere bærer et af disse navne ifølge Danmarks Statistik, men det har i de senere år været for nedadgående, idet blot fire drenge fik navnet Tommy i 2006.

## Kendte personer med navnet
- Thommy Berggren, svensk skuespiller.
- Tommy Dinesen, dansk politiker og borgmester.
- Tommy Docherty, skotsk fodboldspiller og -træner.
- Tommy Dorsey, amerikansk jazzmusiker.
- Tommy Lee Jones, amerikansk skuespiller.
- Tommy Kenter, dansk skuespiller.
- Tommy Knudsen, dansk speedwaykører.
- Tommy Körberg, svensk sanger og skuespiller.
- Tommy P, dansk musiker.
- Tommy Seebach, dansk musiker og komponist.
- Tommy Steele, engelsk sanger.
- Tommy Troelsen, dansk fodboldspiller og -kommentator.

## Navnet anvendt i fiktion
- Tommy Settergren er en af de to søskende, som er Pippi Langstrømpes bedste venner.
- Tommy er en kat, der ind imellem optræder i Anders And.
- Tommy er en person i Rugrats og All Grown Up